# Mafalda Arnauth
Mafalda Arnauth (* 4. Oktober 1974 in Lissabon) ist eine portugiesische Fado-Sängerin.

## Werdegang

### Bis 2005
Mafalda Arnauth studierte Tiermedizin in Lissabon und sang Fado in ihrer Freizeit. Nach und nach häuften sich ihre Auftritte in Fado-Lokalen und bei anderen Gelegenheiten. Ihre eigentliche Laufbahn als Sängerin begann 1995, als der Fadista João Braga sie zu einem seiner Konzerte im Teatro São Luiz in Lissabon einlud.
Ihr Debüt-Album nahm sie 1999 für die EMI/Valentim de Carvalho auf, produziert von João Gil. Sie überzeugte damit sowohl das Publikum (gute Verkaufszahlen) als auch die Kritik (Preis für die „beste neue Stimme“ 1999 von der Musikzeitschrift BLITZ, Nominierung für den Globo de Ouro-Preis als „beste Interpretin“ 2000 des Fernsehsenders SIC). Der Fado begann gerade, durch eine Vielzahl neuer Interpreten und Spielarten neue Attraktivität zu gewinnen, und Mafalda Arnauth war einer der neuen Namen, die diese einsetzende Entwicklung weiter trugen.
Das Nachfolgealbum 2001 wurde unter anderem von Amélia Muge produziert und zeitgleich in Portugal und den Niederlanden veröffentlicht. Mit Blick auf dieses Album, Esta Voz Que Me Atravessa, schreibt Andreas Dorschel: „sanftester Stimmgebung fähig, balaciert sie [Mafalda Arnauth] diese traumwandlerisch mit Momenten einer Rauheit aus, die an die legendäre Herkunft des Fado aus der Halb- und Unterwelt gemahnt“.
Nach Esta Voz Que Me Atravessa wurde Mafalda Arnauth die erste portugiesische Musikerin, die von Virgin Records international vertreten wird. 2003 schrieb sie einen Fado für den Film Os Imortais von Regisseur António-Pedro Vasconcelos, und trat auch in einer Szene kurz damit auf. Auf die Veröffentlichung ihres dritten Albums 2003 hin häuften sich Mafalda Arnauths Konzerte in Portugal und dem europäischen Ausland; auch in der Türkei und in Macau trat sie auf. Ihre Auftritte in der Londoner Royal Albert Hall und im Concertgebouw (Amsterdam) vor 2400 Menschen hinterließen bei ihr in dieser Phase nach eigener Aussage am meisten Eindruck.
2005 verließ sie die EMI/Valentim de Carvalho, bei der noch eine Best Of-Zusammenstellung erschien.

### Ab 2005
In ihr nächstes Album („Diário“, „Tagebuch“) brachte Mafalda Arnauth nach eigenen Angaben ihre bisherigen Erfahrung, aber auch Einflüsse von Amália, Bethânia, Aznavour, Piazzolla und anderen ein. Sie wandte sich hier weiter vom dunklen, mystischen Bild des Fado ab.
2006 tourte sie durch die Benelux-Staaten, um das dort erscheinende „Diário“ vorzustellen. Sie trat aber auch auf dem Iberoamerika-Gipfel in Uruguay und in Costa Rica auf, in Angola und einem vollen Centro Cultural de Belém. 2007 erschien „Diário“ in Frankreich und Spanien, wieder begleitet von ausgiebigen Konzertreisen, unter anderem durch die Cité de la musique in Paris.
Unter dem Namen „Flor do Fado“ („Fadoblume“) entwickelte sie ein Konzertprogramm, das sie erstmals bis nach Mexiko und in das heimische Teatro da Trindade brachte. 2008 nahm sie ein passendes Album dazu auf.
Sie nahm nun an anderen, sehr verschieden ausgerichteten Projekten teil. So stellte sie die Titelmelodie für eine Telenovela (der Neuverfilmung der ersten portugiesischen Telenovela „Vila Faia“), nahm die Einladung von Kepa Junkera zu einem Projekt traditioneller baskischer Lieder an, und trat in der Bar Barretto in São Paulo auf. Sie sang zusammen mit Pablo Milanés sein Para Vivir auf einem spanischen Benefizkonzert und arbeitete sowohl live als auch im Studio mit der galicischen Folkband Milladoiro zusammen.
2009 veröffentlichte sie „Flor do fado“ auch in Italien und in Frankreich, wo sie es im Les Trois Baudets vorstellte. Im gleichen Jahr realisierte sie zusammen mit den Sängerinnen Susana Félix, Viviane und Luanda Cozetti das Tribut-Projekt für den verstorbenen Lyriker und Fado-Texter Ary dos Santos, „Rua da Saudade“, wobei Lieder hier in zeitgemäßem, Popmusik-angelehntem Sound neu interpretiert wurden.
2010 gab sie ein Konzert von Klassikern und Standards in den Burgmauern des Castelo de São Jorge oberhalb der traditionellen Viertel Lissabons. Auf ihren anschließenden Konzerten sang sie unter anderem auf dem HFA-Festival in Simbabwe und dem Coliseu dos Recreios in Lissabon. Sie bereitete dabei mit ihrer Liederauswahl auch das neue Album vor. „Fadas“ („Feen“) erschien noch 2010 bei Polygram/Universal und beschäftigte sich mit dem Wirken bedeutender Frauen im Fado, neben einer Version eines Piazzollas-Stückes mit Text von Eládia Blásquez.

## Diskografie

### Studioalben
| Jahr | Titel        | Höchstplatzierung, Gesamtwochen, AuszeichnungChartsChartplatzierungen (Jahr, Titel, Platzierungen, Wochen, Auszeichnungen, Anmerkungen) | Anmerkungen              |
| Jahr | Titel        | PT | Anmerkungen              |
| ---- | ------------ | --- | ------------------------ |
| 2003 | Encantamento | PT21 (5 Wo.)PT |                          |
| 2005 | Diário       | PT25 (1 Wo.)PT |                          |
| 2008 | Flor de fado | PT12 (4 Wo.)PT |                          |
| 2010 | Fadas        | PT20 Gold · (3 Wo.)PT | Teilauflage mit Live-DVD |

Weitere Alben
- 1999: Mafalda Arnauth
- 2001: Esta voz que me atravessa
- 2005: Talvez se Chame Saudade – Best Of
- 2009: Rua da Saudade (als eine von 4 Sängerinnen im Tribut-Projekt für Ary dos Santos)
- 2013: Terra da Luz